# Sonatines (Novák)
Pour les articles homonymes, voir Sonatine (homonymie).
Les Six sonatines (Sonatiny) op. 54 de Vítězslav Novák sont un recueil de sonatines pour piano composées en 1919-1920, publié en 1920.

## Composition
Vítězslav Novák compose ses Six sonatines op. 54 en 1919-1920. La partition est publiée en 1920 par les éditions Urbánek.
Vít Roubíček relève que les pièces « remplissent à la fois une mission pédagogique et à la fois une mission concertante, dépassant largement le niveau courant de la littérature pédagogique pour enfants. Elles s'adressent aux enfants clairement et intimement mais en aucun cas elles ne cherchent uniquement à séduire. Leur niveau de composition est très élevé et jamais elles ne sacrifient, dans le désir d'être comprises, à une platitude banale ».

## Présentation
L'œuvre est composée de six sonatines, dont les titres suggèrent un programme, en trois mouvements, deux mouvements seulement dans la sixième.
Sonatine no 1 « Jarní (« Printanière ») » :
1. Allegro molto moderato ( = 80) en ut majeur, à quatre temps (noté ) ;
2. Andante en fa majeur, à 
 ;
3. Allegretto giocoso ( = 112) en ut majeur à 
.

Sonatine no 2 « Z dětského života (« de la vie enfantine ») » :
1. Allegro agitato ( = 152) en la mineur, à 
 ;
2. Andante con tenerezza ( = 66) en ré majeur, à 
 ;
3. Alla marcia ( = 126) en la majeur, à 
.

Sonatine no 3 « O prázdninách (« en vacances ») » :
1. Vivace ( = 138) en fa majeur, à 
 ;
2. Andante cantabile ( = 72) en si bémol majeur, à 
 ;
3. Allegro moderato ( = 126) en fa majeur, à 
.

Sonatine no 4 « Pohádka (« Conte ») » :
1. Andante triste ( = 66) en mi mineur, à 
 ;
2. Grave ( = 60) en ut mineur, à 
 ;
3. Allegretto energico ( = 80) en mi majeur, à 
.

Sonatine no 5 « Zboinická (« Guerrière ») » :
1. Con moto, deciso ( = 72) en fa majeur, à quatre temps (noté ) ;
2. Cantabile ( = 76) en fa majeur, à 
=
 ;
3. Feroce ( = 144) en ré mineur, à 
.

Sonatine no 6 « Vánočni (« de Noël ») » :
1. Pastorale. Quasi allegretto ( = 108, tempo rubato) en sol majeur, à 
 ;
2. Andante ( = 76) en mode de ré dorien, à quatre temps (noté ).

## Analyse
Vladimir Jankélévitch estime que les Six sonatines de Novák sont « délicieuses ». Guy Sacre apprécie également « ces morceaux dégourdis, destinés aux jeunes, mais que devraient adopter avec empressement tous ceux qui ne sont pas fâchés avec leur enfance ».
La Sonatine no 5 rend hommage au « héros slovaque Jánošík », mais « on retiendra plutôt le Cantabile central, Nuit étoiée aux accords translucides, aux aigus presque irréels, et surtout le finale verveux et dansant, réjouissance avant le combat, carnaval bigarré où règne le rythme de polka ».
La Sonatine no 6 cite le chant de l'avent Pueri nativitatem, chanté le jour de l'Épiphanie au temps de Jan Hus, « vieux cantique (en ré dorien) du temps des hussites », et s'achève par « un finale animé et festif (en sol majeur), dans l'allégresse des alléluias et la voix sonore des cloches ».

## Discographie
- Novák: Piano Works, CD I, František Rauch (piano), Supraphon SU 3744-2 113, 2003.

### Ouvrages généraux
- Guy Sacre, La musique de piano : dictionnaire des compositeurs et des œuvres, vol. II (J-Z), Paris, Robert Laffont, coll. « Bouquins », 1998, 2998 p. (ISBN 978-2-221-08566-0), « Vítězslav Novák », p. 2051-2065.
- François-René Tranchefort (dir.), Guide de la musique de piano et de clavecin, Paris, Fayard, coll. « Les Indispensables de la musique », 1987, 867 p. (ISBN 978-2-213-01639-9, OCLC 17967083).

### Monographies
- Vladimir Jankélévitch, Ravel, Paris, Seuil, coll. « Solfèges » (no 3), 1995 (1re éd. 1956), 220 p. (ISBN 2-02-023490-4 et 978-2-020-23490-0).